# Belgiens Grand Prix 2000
Belgiens Grand Prix 2000 var det trettonde av 17 lopp ingående i formel 1-VM 2000.

## Resultat
1. Mika Häkkinen, McLaren-Mercedes, 10 poäng
2. Michael Schumacher, Ferrari, 6
3. Ralf Schumacher, Williams-BMW, 4
4. David Coulthard, McLaren-Mercedes, 3
5. Jenson Button, Williams-BMW, 2
6. Heinz-Harald Frentzen, Jordan-Mugen Honda, 1
7. Jacques Villeneuve, BAR-Honda
8. Johnny Herbert, Jaguar-Cosworth
9. Mika Salo, Sauber-Petronas
10. Eddie Irvine, Jaguar-Cosworth
11. Pedro Diniz, Sauber-Petronas
12. Ricardo Zonta, BAR-Honda
13. Alexander Wurz, Benetton-Playlife
14. Marc Gené, Minardi-Fondmetal
15. Jos Verstappen, Arrows-Supertec
16. Pedro de la Rosa, Arrows-Supertec
17. Gaston Mazzacane, Minardi-Fondmetal

### Förare som bröt loppet
- Rubens Barrichello, Ferrari (varv 32, bränsletryck)
- Jean Alesi, Prost-Peugeot (32, bränsletryck)
- Nick Heidfeld, Prost-Peugeot (12, motor)
- Giancarlo Fisichella, Benetton-Playlife (8, elsystem)
- Jarno Trulli, Jordan-Mugen Honda (4, kollision)

## VM-ställning
| Förarmästerskapet 1. Mika Häkkinen, McLaren-Mercedes, 74 2. Michael Schumacher, Ferrari, 68 3. David Coulthard, McLaren-Mercedes, 61 | Konstruktörsmästerskapet 1. McLaren-Mercedes, 125 2. Ferrari, 117 3. Williams-BMW, 30 |